# Nemoraea takanoi
Nemoraea takanoi là một loài ruồi trong họ Tachinidae.